# Ectromèlia
L'ectromèlia és una malformació congènita en la qual els ossos llargs no hi són presents o estant subdesenvolupats.
Exemples
- Amèlia : Absència congènita d'una o més extremitats. Afecta, sobretot, les extremitats superiors, que poden quedar esbossades a nivell de les espatlles com a petits monyons.[3] A la manca de cames se l'anomena acnèmia,[4] mentre que a la manca de dits, tant de la mà com del peu, és anomenada adactília[5]
- Focomèlia : és una malformació extremadament rara que els nadons neixen amb els membres que semblen aletes d'una foca. Etienne Geoffroy Saint-Hilaire va encunyar el terme el 1836.[6]
- Hemimèlia : hemimelia del peroné o deficiència del peroné longitudinal és "l'absència congènita del peroné, essent l'absència congènita més freqüent dels ossos llargs de les extremitats".[7]
- Sirenomèlia: també anomenat com la Síndrome de sirena, és una deformitat congènita molt poc freqüent en el qual les extremitats inferiors es fusionen, donant l'aparença de la cua d'una sirena.[8]